# 沙伴王
沙伴王（さはんおう、生年不詳-234年?）は百済の第7代の王（在位234年）。先代の仇首王の長子であり、仇首王が234年に死去した際に王位につけられたが、幼少であったため直ちに古尓王（こにおう、コイワン。第5代肖古王の同母弟）が王位についたという。
『三国史記』百済本紀には沙伴王としての本紀記事はなく、次の古尓王の即位前紀に沙伴王が即位したことと、幼少のために古尓王が王位についたこととを記すのみである。『三国遺事』王暦に沙沸王、沙伊王の別名が見え、また『新撰姓氏録』などの日本の史書に沙伴王の名が見えるという。